# سام وكات
سام وكات، (بالإنجليزية: Sam & Cat) هو مسلسل سيتكوم كوميدي أمريكي من إنتاج دان شنايدر وعرض على نيكلوديون، العمل من بطولة أريانا غراندي وجينيت مكوردي. بدأ عرضه لأول مرة في 8 يونيو 2013 إلى غاية 17 يوليو 2016 بما يعادل 35 حلقة لكل موسم.

## القصة
تدور أحداث السلسلة الكوميدية حول الصديقتين كات فالنتاين وسام باكيت اللتان تسكنان معًا وتعملان في خدمة مجالسة الاطفال وتقعان في أحداث يومية طريفة.
- أريانا غراندي دور كات فالنتاين: هي شخصية حساسة وعادة ما تكون تصرفاتها غريبة وغبية في نظر البعض، وهذا ما يجعل المهمة صعبة لأصدقائها ليكونوا صادقين تماماً معها. ولكن رغم ذلك فهي ليست حادة الطباع، وتصرفاتها اللطيفة والبسيطة والسذاجة، تجعلها صديقة مميزة.[2]
- جينيت مكوردي دور سام باكيت، الفظة والعدوانية، تحب المزح. بعد أن انتقلت صديقتها المفضلة كارلي شاي إلى إيطاليا للعيش مع والدها، حينها عثرت على صديقة جديدة تدعى «كات».

## روابط خارجية
- سام وكات على موقع IMDb (الإنجليزية)
- سام وكات على موقع نتفليكس (الإنجليزية)
- سام وكات على موقع كينوبويسك (الروسية)
- سام وكات على موقع ألو سيني (الفرنسية)
- سام وكات على موقع قاعدة بيانات الفيلم (الإنجليزية)
- سام & كات على Nick.com
- سام وكات  في قاعدة بيانات الأفلام على الإنترنت (بالإنجليزية)